# The Walking Dead: World Beyond
The Walking Dead: World Beyond là một bộ phim truyền hình kinh dị về hậu tận thế của Mỹ được chiếu trên AMC vào ngày 4 tháng 10 năm 2020 do Scott M. Gimple và Matthew Negrete tạo ra trên loạt truyện tranh cùng tên của Robert Kirkman, Tony Moore và Charlie Adlard, và là loạt phim truyền hình thứ ba trong loạt phim The Walking Dead.
Bộ phim dự kiến sẽ kéo dài 2 mùa và mùa thứ hai của phim sẽ được công chiếu vào ngày 3 tháng 10 năm 2021. Cùng với đó là sự xuất hiện trở của nhân vật Anne kể từ khi cô biến mất cùng Rick Grimes ở The Walking Dead.

## Nội dung chính
Bộ phim theo chân hai chị em Hope và Iris khi họ quyết định trốn khỏi nơi an toàn để đi tìm bố của họ ở New York. Ngoài ra còn có Elton và Silas cùng tham gia với họ trong hành trình đi đến đó.

## Phát triển
AMC đã xác nhận vào ngày 28 tháng 2 năm 2019 rằng loạt phim The Walking Dead sẽ có thêm The Walking Dead: World Beyond 
Phim được quay tại miền trung bang Virginia. Phim bắt đầu quay vào tháng 7 đến tháng 11. Vào ngày 7 tháng 1 năm 2020, AMC xác nhận sẽ có thêm phần hai cũng chính là phần cuối của phim.

## Nhân vật

### Nhân vật chính
Đây là danh sách dàn diễn viên chính trong World Beyond.
| Diễn viên       | Nhân vật         | Tình trạng | Giới thiệu |
| --------------- | ---------------- | ---------- | --- |
| Aliyah Royale   | Iris Bennett     | Còn sống   | Iris Bennett: cô là chị gái của Hope và con gái của Kari và Leopold Bennett. |
| Alexa Mansour   | Hope Bennett     | Còn sống   | Hope Bennett: Cô là em gái của Iris và là con gái nuôi của Kari và Leopold Bennett. |
| Hal Cumpston    | Silas Plaskett   | Còn sống   | Silas Plaskett: Cậu là một cư dân của thành phố Omaha cho đến khi cậu bị buộc tội phạm tội bạo lực khiến cậu bị chuyển đến Thuộc địa Campus để phục vụ như một người gác cổng. |
| Nicolas Cantu   | Elton Ortiz      | Còn sống   | Elton Ortiz: cậu là con trai của Isaac và Amelia Ortiz và là anh trai của Esmerelda Ortiz (chưa sinh). Cậu ta là một sinh viên và là một huấn luyện viên karate tại Campus Colony of Omaha. |
| Nico Tortorella | Felix Carlucci   | Còn sống   | Felix Carlucci: Anh là người đứng đầu bộ phận an ninh và là người hướng dẫn cách sinh tồn cho Campus Colony of Omaha. Anh cũng là nhân vật đồng tính đầu tiên trong phim. |
| Annet Mahendru  | Jennifer Mallick | Còn sống   | Jennifer Mallick, thường được gọi là "Huck". Cô là nhân viên bảo vệ cho Campus Colony of Omaha. Cô là một thành viên của CRM, nhưng bí mật làm việc cho Quân đội Cộng hòa Civic với tư cách là một điệp viên. Cô cũng là con gái của Elizabeth Kublek. Cô đóng vai trò là nhân vật phản diện phụ của Phần 1. |
| Julia Ormond    | Elizabeth Kublek | Còn sống   | Elizabeth Kublek: Bà là trung tá của quân đội CRM, và là mẹ của Jennifer. Bà đóng vai trò là nhân vật phản diện chính của Phần 1. |
| Natalie Gold    | Lyla Belshaw     | Còn sống   | Lyla Belshaw: Cô là một nhà khoa học của CRM và là đồng nghiệp của Leo Bennett. |
| Jelani Alladin  | Will Campbell    | Còn sống   | Will Campbell: Anh là một cựu nhân viên an ninh tại Campus Colony, là bạn trai của Felix. |

### Nhân vật phụ, định kỳ
- Joe Holt trong vai Leo Bennett, là cha của nhà khoa học của Iris, người đang được quản lý bởi CRM.
- Christina Marie Karis trong vai Kari Bennett, mẹ của Iris, người đã bị giết bởi Amelia vào đầu ngày tận thế xác sống.
- Al Calderon trong vai Barca, một người lính cho CRM.
- Christina Brucato trong vai Amelia Ortiz, mẹ mang thai của Elton, người đã giết Kari vào đầu ngày tận thế xác sống, và sau đó bị Hope giết.
- Scott Adsit trong vai Tony
- Ted Sutherland trong vai Percy
- Pollyanna McIntosh trong vai Anne: Cô là một người lính của CRM.

## Các tập

### Mùa 1
| Số tập | Tiêu đề                        | Đạo diễn bởi     | Được viết bởi                                     | Ngày phát sóng ban đầu    | Người xem tại Hoa Kỳ (hàng triệu) |
| ------ | ------------------------------ | ---------------- | ------------------------------------------------- | ------------------------- | --------------------------------- |
| 1      | "Brave"                        | Magnus Martens   | Scott M. Gimple và Matthew Negrete                | Ngày 4 tháng 10 năm 2020  | 1,60                              |
| 2      | "The Blaze of Gory"            | Magnus Martens   | Ben Sokolowski                                    | Ngày 11 tháng 10 năm 2020 | 1,04                              |
| 3      | "The Tyger and the Lamb"       | Sharat Raju      | Farahanis                                         | Ngày 18 tháng 10 năm 2020 | 1,04                              |
| 4      | "The Wrong End of a Telescope" | Rachel Leiterman | Sinead Daly                                       | Ngày 25 tháng 10 năm 2020 | 1,02                              |
| 5      | "Madman Across the Water"      | Dan Liu          | Rohit Kumar                                       | Ngày 1 tháng 11 năm 2020  | 0,74                              |
| 6      | "Shadow Puppets"               | Michael Cudlitz  | Maya Goldsmith                                    | Ngày 8 tháng 11 năm 2020  | 0.73                              |
| 7      | "Truth or Dare"                | Michael Cudlitz  | Eddie Guzelian                                    | Ngày 15 tháng 11 năm 2020 | 0,78                              |
| 8      | "The Sky Is a Graveyard"       | Loren Yaconelli  | Elizabeth Padden                                  | Ngày 22 tháng 11 năm 2020 | 0,63                              |
| 9      | "The Deepest Cut"              | Sydney Freeland  | Maya Goldsmith & Ben Sokolowski                   | Ngày 29 tháng 11 năm 2020 | 0,62                              |
| 10     | "In This Life"                 | Magnus Martens   | Matthew Negrete & Maya Goldsmith & Ben Sokolowski | Ngày 6 tháng 12 năm 2020  | 0,62                              |

### Mùa 2
| Sô tập | Tiêu đề                        | Đạo diễn        | Kịch bản        | Ngày phát sóng            | Người xem tại Hoa Kỳ (hàng triệu) |
| ------ | ------------------------------ | --------------- | --------------- | ------------------------- | --------------------------------- |
| 1      | "Konsekans"                    | Loren Yaconelli | Matthew Negrete | Ngày 3 tháng 10 năm 2021  | TBD                               |
| 2      | "Foothold"                     | Loren Yaconelli | Carson Moore    | Ngày 10 tháng 10 năm 2021 | TBD                               |
| 3      | "Exit Wounds"                  | TBA             | TBA             | Ngày 17 tháng 10 năm 2021 | TBD                               |
| 4      | "Family Is a Four Letter Word" | TBA             | TBA             | Ngày 24 tháng 10 năm 2021 | TBD                               |
| 5      | "Quatervois"                   | TBA             | TBA             | Ngày 31 tháng 10 năm 2021 | TBD                               |
| 6      | "Who Are You?"                 | TBA             | TBA             | Ngày 7 tháng 11 năm 2021  | TBD                               |
| 7      | "Blood and Lies"               | TBA             | TBA             | Ngày 14 tháng 11 năm 2021 | TBD                               |
| 8      | "Returning Point"              | TBA             | TBA             | Ngày 21 tháng 11 năm 2021 | TBD                               |
| 9      | "Death and the Dead"           | TBA             | TBA             | Ngày 28 tháng 11 năm 2021 | TBD                               |
| 10     | "The Last Light"               | TBA             | TBA             | Ngày 5 tháng 12 năm 2021  | TBD                               |

## Đánh giá
World Beyond đã nhận được nhiều đánh giá trái chiều từ các nhà phê bình. Trên Rotten Tomatoes, mùa đầu tiên có số điểm là 41% với điểm đánh giá trung bình là 4,76 / 10 dựa trên 22 nhà phê bình. Trên Metacritic, phần đầu tiên có số điểm 48/100 dựa trên 10 nhà phê bình, được chỉ ra là "đánh giá hỗn hợp hoặc trung bình."
Daniel D'Addario của Variety đã đưa ra một đánh giá chung tích cực và viết, "Đây không phải là một loạt phim hoàn hảo... Và có sự sẵn sàng sáng tạo lại, để thực sự thăm dò một góc của vũ trụ trước đây chưa được chạm tới, điều đó làm cho loạt phim này cảm thấy nghiêm túc theo mục đích của nó và, đối với những người hâm mộ loạt phim trước, rất đáng để xem". Trong một bài đánh giá tiêu cực hơn từ Candice Frederick của TV Guide, cô ấy đã cho nó hai trong số năm sao và viết, " World Beyond không cung cấp cho khán giả những ý tưởng mới hoặc thậm chí là những nhân vật hấp dẫn để bắt nguồn từ đó."

## Bên lề
- Đây là series spin-off thứ ba của loạt phim The Walking Dead, sau Fear The Walking Dead và The Walking Dead
- Các sự kiện của loạt phim diễn ra vào khoảng mười năm sau đại dịch. 
  - Đấy cũng chính là loại phim lấy bối cảnh sau đại dịch xa nhất.
- Người ta đã xác nhận rằng sẽ có manh mối về nơi ở của Rick Grimes.
- Điều thú vị là trong tập "Nebraska" của The Walking Dead, cả Dave và Tony đều nói rằng họ đang có kế hoạch đến Nebraska do dân số thấp và lượng súng lớn.
- World Beyond sẽ chỉ có 2 mùa.
  - Điều này khiến nó trở thành bộ phim đầu tiên trong vũ trụ The Walking Dead có kết thúc dự kiến.
- Cái tên "Endlings" được coi là tiêu đề đầu tiên của phim.